# كوجي ساكاموتو
كوجي ساكاموتو (باليابانية: 坂本 紘司) (3 ديسمبر 1978 في شيغا في اليابان – )؛ هو لاعب كرة قدم ياباني سابق كان يلعب كلاعب وسط.

## وصلات خارجية
- كوجي ساكاموتو على موقع رابطة كرة القدم اليابانية للمحترفين (اليابانية)
- كوجي ساكاموتو على موقع قاعدة بيانات كرة القدم.إي يو (الإنجليزية)
- كوجي ساكاموتو على موقع Soccerway.com (الإنجليزية)
- كوجي ساكاموتو على موقع عالم كرة القدم.نت (الإنجليزية)